# Landwind X6
Il Landwind X6 è un fuoristrada prodotto dalla casa automobilistica cinese Landwind, una joint venture tra Chang'an Motors e Jiangling Motors Corporation Group (JMCG).

## Panoramica
Il Landwind X6 debutta nel novembre 2004 ed era originariamente chiamato JMC Landwind X6 in Cina; la produzione parte nella primavera del 2005 e il nome cambiò diventando semplicemente Landwind X6 in quanto Landwind divenne un marchio indipendente di proprietà della JMC. 
Si tratta di una copia su licenza dell’Isuzu MU (Opel Frontera) di cui la JMC ne aveva acquisito i diritti di produzione dalla Isuzu.
Poco dopo il debutto venne introdotta anche la versione tre porte denominata Landwind X9 simile alla Isuzu MU/Frontera prima serie tre porte.
In Europa debutta nel fine del 2005 ed è stato uno dei primi veicoli cinesi ad essere importato. 
In Cina il SUV venne venduto anche con il nome Jiangling Baowei ed era disponibile anche come pick-up chiamato Jiangling Baodian. Il Baodian venne esportato come "JMC Boarding" nei mercati asiatici, sudamericani e africani.
Nel mercato europeo l’X6 era disponibile con due motori benzina di origine Mitsubishi e un motore Diesel di origine Isuzu.
- 2,0 L benzina - 115 hp (84 kW)
- 2,4 L benzina - 125 hp (92 kW)
- 2.8 L diesel - 92 hp (68 kW)

Il JMC Baodian utilizza il motore JX493ZLQ4F dalla la potenza massima di 109 CV e la coppia massima è di 245 Nm. L'unica trasmissione è un cambio manuale a cinque marce.

## Sicurezza
Il Landwind X6 ha suscitato una serie di polemiche dopo i crash test di sicurezza: l’ADAC ha testato il veicolo secondo i parametri imposti EuroNCAP e il risultato fu di un punteggio pari a zero stelle e che il conducente non sarebbe sopravvissuto a una collisione frontale a 64 km/h.
L'importatore olandese della Landwind successivamente richiese un test da parte dell'agenzia tedesca di monitoraggio della sicurezza TÜV per dimostrare che l'auto era in effetti abbastanza sicura per gli standard europei. Questi test sono simili ai test EuroNCAP, ma la velocità di collisione frontale è ridotta a 56 km/h. Il TÜV ha successivamente confermato che la Landwind soddisfaceva tutti i criteri di sicurezza obbligatori secondo la normativa ECE R94.
La polemica non finì qui in quanto la stampa affermò che il test TÜV non è sufficiente per garantire la sicurezza dei veicoli oggi. Affermano che la normativa R94 è obsoleto e garantisce solo che il guidatore sarà vivo dopo un incidente e non tiene conto di lesioni gravi come lo schiacciamento delle gambe. Anche R94 viene eseguito a una velocità inferiore.
Ron Zwaans, direttore generale di Landwind Europe, affermò successivamente che la sua azienda stava collaborando con ADAC per continuare a migliorare la sicurezza del Landwind X6 e l’obiettivo era quello di superare definitivamente i più rigorosi test EuroNCAP.

## Restyling 2006
Al Salone di Parigi 2006, Landwind ha presentato una versione aggiornata denominata X6 X-Pedition insieme ad una monovolume chiamata Landwind CV9.